# Marco Bisceglia
Marco Bisceglia (Lavello, 5 luglio 1925 – Roma, 22 luglio 2001) è stato un prete italiano, tra i primi attivisti cattolici a perorare la causa degli omosessuali.

## Biografia

### L'impegno politico
Parroco della Chiesa del Sacro Cuore di Lavello, in provincia di Potenza, Bisceglia aveva aderito pubblicamente alla teologia della liberazione, scontrandosi con le gerarchie cattoliche per avere sostenuto apertamente la legge sul divorzio, contro le loro indicazioni. Non era ben visto dalla Chiesa e dalla Democrazia Cristiana a causa del suo anticonformismo e delle espresse simpatie per il Partito Comunista Italiano.
Gay e sostenitore della liberazione delle persone omosessuali, fu sospeso a divinis dopo lo scandalo seguito a un inganno fattogli da due giornalisti del settimanale di destra Il Borghese, Franco Jappelli e Bartolomeo Baldi. Essi indossarono i panni, da loro definiti "ripugnanti", di due cattolici gay, chiedendogli un matrimonio di coscienza. Bisceglia, che di solito era prudente nei suoi gesti pubblici onde evitare la rottura aperta con la Chiesa cattolica, consentì a una benedizione privata dell'unione cadendo così nell'inganno.
In realtà il vero obiettivo dei due giornalisti, come anni dopo dichiararono in un'intervista con Piergiorgio Paterlini nel suo libro Matrimoni, era trovare un pretesto per coinvolgerlo in uno scandalo e far sospendere a divinis il "prete comunista". Bisceglia reagì all'inganno querelando i due giornalisti, che però furono assolti in virtù del diritto di cronaca.

### Fondatore di Arcigay Palermo
Dopo la sospensione, Bisceglia incominciò a collaborare con l'ARCI. E nel 1980, per sua iniziativa, con l'aiuto di Nichi Vendola, allora un giovane obiettore di coscienza gay, vide la luce all'interno dell'ARCI di Palermo il primo circolo omosessuale. Esso si collocava all'interno della sinistra, che fino ad allora era stata disattenta, se non ostile, al movimento di liberazione omosessuale. Il circolo si chiamò ARCI Gay e fu il primo nucleo, presto imitato in altre città, della futura organizzazione per i diritti LGBT in Italia.

### Gli ultimi anni
Gli ultimi anni della vita di Bisceglia furono resi molto difficili dall'AIDS. Sempre più debole, Bisceglia si allontanò progressivamente dagli ambienti gay e rientrò in seno alla Chiesa cattolica. Dal 1996 alla morte fu Vicario Coadiutore della Parrocchia di San Cleto (Roma). Oggi il suo corpo è sepolto nella tomba riservata ai sacerdoti nel cimitero di Lavello. La sua figura è stata commemorata più volte dagli esponenti del movimento gay in questo contesto, e nei primi mesi del 2014 si è costituita come associazione Arcigay Basilicata, intitolata proprio a Marco Bisceglia.